# Wahlbezirk Österreich unter der Enns 14
Der Wahlbezirk Österreich unter der Enns 14 war ein Wahlkreis für die Wahlen zum Abgeordnetenhaus im österreichischen Kronland Österreich unter der Enns. Der Wahlbezirk wurde 1907 mit der Einführung der Reichsratswahlordnung geschaffen und bestand bis zum Zusammenbruch der Habsburgermonarchie.

## Geschichte
Nachdem der Reichsrat im Herbst 1906 das allgemeine, gleiche, geheime und direkte Männerwahlrecht beschlossen hatte, wurde mit 26. Jänner 1907 die große Wahlrechtsreform durch Sanktionierung von Kaiser Franz Joseph I. gültig. Mit der neuen Reichsratswahlordnung schuf man insgesamt 516 Wahlbezirke, wobei mit Ausnahme Galiziens in jedem Wahlbezirk ein Abgeordneter im Zuge der Reichsratswahl gewählt wurde. Der Abgeordnete musste sich dabei im ersten Wahlgang oder in einer Stichwahl mit absoluter Mehrheit durchsetzen. Der Wahlkreis Österreich unter der Enns 14 umfasste jenen Teil des 7. Wiener Gemeindebezirk Neubau, der südlich der Linie Westbahnstraße. Neubaugasse und Burggasse liegt.
Aus der Reichsratswahl 1907 ging Julius Axmann (Christlichsoziale Partei) im ersten Wahlgang als Sieger hervor. Bei der Reichsratswahl 1911 setzte sich der deutsch-fortschrittliche August Denk durch.

## Wahlergebnisse

### Reichsratswahl 1907
Die Reichsratswahl 1907 wurde am 14. Mai 1907 (erster Wahlgang) durchgeführt. Die Stichwahl entfiel auf Grund der absoluten Mehrheit von Julius Axmann im ersten Wahlgang.
| Kandidat                                                                     | Partei                                   | Wahlkreis- stimmen | Stimmen- anteil |
| ---------------------------------------------------------------------------- | ---------------------------------------- | ------------------ | --------------- |
| Julius Axmann                                                                | Christlichsoziale Partei                 | 3276               | 58,2 %          |
| Granitsch                                                                    | deutsch-fortschrittlicher Kandidat       | 1401               | 24,9 %          |
| Eduard Della Torre                                                           | Sozialdemokratische Arbeiterpartei       | 717                | 12,7 %          |
|                                                                              | tschechischer Kandidat                   | 88                 | 1,6 %           |
|                                                                              | deutsch-nationaler/alldeutscher Kandidat | 26                 | 0,5 %           |
| Sonstige                                                                     |                                          | 122                | 2,2 %           |
| Wahlberechtigte: 6351, Ungültige/Leere Stimmen: 206, Wahlbeteiligung: 91,9 % |                                          |                    |                 |

### Reichsratswahl 1911
Die Reichsratswahl 1911 wurde am 13. Juni 1911 (erster Wahlgang) sowie am 20. Juni 1911 (Stichwahl) durchgeführt.

#### Erster Wahlgang
| Kandidat                                                                     | Partei                                           | Wahlkreis- stimmen | Stimmen- anteil |
| ---------------------------------------------------------------------------- | ------------------------------------------------ | ------------------ | --------------- |
| Heinrich Hierhammer                                                          | Christlichsoziale Partei                         | 2202               | 41,6 %          |
| August Denk                                                                  | deutsch-freiheitlicher Kandidat                  | 1479               | 27,9 %          |
| Otto Eisinger                                                                | Sozialdemokratische Arbeiterpartei               | 875                | 16,5 %          |
| Moritz Weidner                                                               | Kandidat des gewerblichen Zentralwahlausschusses | 413                | 7,8 %           |
| Alois von Cesany                                                             | tschechisch-nationaler Kandidat                  | 110                | 2,1 %           |
| Ludwig Weiß                                                                  | wirtschaftspolitische Reichspartei               | 26                 | 0,5 %           |
| Sonstige                                                                     |                                                  | 190                | 3,36 %          |
| Wahlberechtigte: 6284, Ungültige/Leere Stimmen: 317, Wahlbeteiligung: 89,3 % |                                                  |                    |                 |

#### Stichwahl
| Kandidat                                                               | Partei                          | Wahlkreis- stimmen | Stimmen- anteil |
| ---------------------------------------------------------------------- | ------------------------------- | ------------------ | --------------- |
| August Denk                                                            | deutsch-freiheitlicher Kandidat | 2747               | 52,4 %          |
| Heinrich Hierhammer                                                    | Christlichsoziale Partei        | 2496               | 47,6 %          |
| Wahlberechtigte: 6284, Ungültige Stimmen: 265, Wahlbeteiligung: 87,7 % |                                 |                    |                 |